# 许坤
许坤（1974年6月20日—），广西北海市银海区银滩镇白虎头村委会主任，维权人士，前中国共产党党員。他是中国首位公布财产的村官，並因大量发帖反对拆迁，被称为“可能是中国发帖最多的村委会主任”。2010年5月，被北海市公安局以“涉嫌非法经营罪”刑事拘留。

## 开除党籍
1997年7月，许坤加入中国共产党。2008年8月当选为白虎头村委主任，带领村民抵制拆迁白虎头村2009年3月，许坤在猫扑网上公布自己财产，並自称可能是全国第一个公布自己财产的“官员”。4月3日，许坤被镇党委以不服从上级领导为由开除党籍。

## 刑事拘留
2010年5月14日，许坤被北海市公安局带走，5月15日被刑事拘留，現被关押在北海市第二看守所。